# الدوري الشمالي لكرة القدم 1932–33
الدوري الشمالي لكرة القدم 1932–33 (بالإنجليزية: 1932–33 Northern Football League)‏ هو موسم من الدوري الشمالي لكرة القدم ‏. فاز فيه Stockton F.C. ‏.